# شرشر (چاراویماق)
شرشر روستایی در دهستان قوری چای شرقی بخش مرکزی شهرستان چاراویماق استان آذربایجان شرقی ایران است. بر پایه سرشماری عمومی نفوس و مسکن در سال ۱۳۹۰ جمعیت این روستا ۶۷ نفر (در ۱۷ خانوار) بوده‌است.